# Slut (tidskrift)
Slut var en svensk feministisk och postkolonial kulturtidskrift som gavs ut 2006 till 2008. Tidskriftens redaktörer, Lawen Mohtadi och Oivvio Polite, var tidigare medarbetare i tidskriften Mana. Tidskriften Slut drevs ideellt och innehöll en ambitiösa blandningen av strikt analytiska texter och personliga berättelser. Den bedrev kulturkritik utifrån etnicitet, kön, klass, läggning och ålder, det vill säga utifrån intersektionalitet. Bland de skribenter som publicerade sig i tidskriften återfinns, förutom redaktörerna, bland annat yngre akademiker som Anna Gavanas, Rebecka Thor och Maryam Adjams.